# 2014/05/16 San Francisco, CA
Albums de Metallica
2013/05/03 San Francisco, CA
(2013)
2014/05/16 San Francisco, CA est un EP Live du groupe de thrash metal Metallica, qui a été enregistré à San Francisco le 16 mai 2014. L’EP a été publié en téléchargement légal et gratuit au format mp3 sur le site livemetallica.com et contient un titre: l'hymne américain joué par Kirk Hammett et James Hetfield en public.

## Liste des titres
1. The Star-Spangled Banner (2:26)